# 二式飛行艇
川西 H8K 二式飛行艇
- 用途：飛行艇
- 製造者：川西航空機
- 運用者： 大日本帝国（大日本帝国海軍）
- 初飛行：1941年1月
- 生産数：167機
- 生産開始：1941年 - 1944年
- 運用開始：1942年2月
- 退役：1945年
- 運用状況：退役

二式飛行艇（にしきひこうてい）は、大日本帝国海軍の飛行艇。初飛行は1941年（昭和16年）。略符号は「H8K」。レシプロエンジン装備の飛行艇としては、当時世界最高の性能を誇る傑作機とされる。二式大型飛行艇とも呼ばれ、二式大艇（にしきだいてい、にしきたいてい）の通称も持つ。なお、輸送型は「晴空（せいくう）」と呼ばれていた。九七式飛行艇の後継機として、同じく川西航空機で生産された。 連合軍におけるコードネームは「Emily（エミリー）」。非公式なニックネームは「Flying Porcupine(フライング・ポーキュパイン)」(空飛ぶヤマアラシ)で、これは暗に、この飛空艇の防御用の重武装を示している。

## 要求性能
1930年代の日本海軍は、ワシントン海軍軍縮条約・ロンドン条約によって対米劣勢を余儀なくされた艦艇勢力を補うため、陸上基地から発進して洋上の敵艦隊を捜索・攻撃する長距離攻撃機（雷撃・爆撃機）を装備することを構想し、中型飛行艇（中艇）/大型飛行艇（大艇）、中型陸上攻撃機（中攻）/大型陸上攻撃機（大攻）という、発動機の双発・四発、および発進基地の水陸に差を設けた体系を計画した。その一環として最初に実用化された大艇が九七式飛行艇であり、最大速度は385 km/h、魚雷2発を搭載した攻撃過荷重状態での航続距離は約5,000 kmに達した。九七式飛行艇の更新用機材とすべく「十三試大型飛行艇」として開発が始められた二式飛行艇は、攻撃飛行艇として、当時諸外国が一般的に飛行艇に求めていた性能を上回るものが要求された。日本海軍は、武装の不足や全般的な性能不足といった、H6Kが持ついかなる限界も、新型機は持つべきではないと考えていた。
海軍の要求性能の一部を列記する。
- 最高速度…240ノット（444 km/h）以上
当時の主力戦闘機九六式艦上戦闘機と同等。同時期の英国4発飛行艇サンダーランドの最高速度336 km/hと比べると100 km/h以上速い。
- 航続距離…偵察時7,400 km以上、攻撃時6,500 km以上
いずれも一式陸上攻撃機やB-17爆撃機の5割増。B-29爆撃機と比べても、3割近く長い。
- 20 mm機関砲多数を装備した強力な防御砲火、防弾装甲。
- 雷撃を容易にするため小型機並の良好な操縦性。
- 1t爆弾または800 kg魚雷2発搭載可能。

## 開発経緯
第一次世界大戦が終わると列強各国は軍縮に転じ、軍艦の建造を自粛する海軍休日に入った。日本海軍は仮想敵国の1つであるアメリカ海軍に対する数的劣勢を航空戦力で補うことを企図し、海軍航空本部は1937年（昭和12年）7月に「航空軍備に関する研究」をまとめる。航続距離の長い大型陸上攻撃機を運用することを想定したが、日本が第一次世界大戦後に国際連盟から委任統治領として託された南洋諸島の基地整備は難しく、大型飛行艇によるアウトレンジ戦法を模索するようになる。川西航空機が開発した九七式飛行艇は、この構想を現実のものとした。
一方で4発エンジンを持つ大型陸上機を推す意見も強く、1938年（昭和13年）4月18日に海軍航空本部技術部は「十三年度試製飛行機計画要求案摘要」で『十三試大型飛行艇』（川西）・中島十三試大型陸上攻撃機（深山）（中島飛行機）の計画要求案をまとめた。中島の深山は、川西の二式大艇にとって文字通りライバルであった。十三試大艇の正式試作発令は同年8月21日である。
飛行艇は、陸上機に比べると水面からの離着水のために「船」と「飛行機」の性質を併せ持たねばならず、機体は大きくなりがちで艇底の形状も空気抵抗が大きく、速度において陸上機より不利であった。海軍側の要求は、陸上機なみの攻撃力を備え、大航続力をもった、高速機という、当時の飛行艇の水準をはるかに超える過酷なものであった。製作担当の川西航空機は、九七式飛行艇を設計した菊原静男技師を設計主務者に任命し、設計制作を行った。九七式飛行艇で自信をつけていた菊原は「よしきた」という気持ちで張り切ったという。最重点目標は航続距離であった。
1939年（昭和14年）9月に第二次世界大戦が勃発し日本とイギリスやアメリカなどとの緊張も高まる中、和田操空技廠長は1940年（昭和15年）中に本機を完成させるよう厳命した。同年12月29日、十三試大艇は川西鳴尾工場で完成し、翌日試験飛行を行った。不安定だった方向舵の問題はすぐに解消されたが、過荷重重量28tで離水テストを実施したところ、飛沫のためプロペラ先端が曲がり離水不能となる問題が発生した。この問題は度重なる水槽実験の結果、艇体の小改造と波押さえ装置（通称かつおぶし）を装備する事で飛沫を抑えることに成功した。1941年（昭和16年）3月26日に試作1号機が領収され、1942年（昭和17年）2月5日に『二式飛行艇一一型　H8K1』として制式採用が決定した。先行していた本命の「深山」が失敗作となる中、二式大艇は高性能の四発大型飛行艇として完成した。
菊原は、「深山」の不運は失敗機であるアメリカのダグラス DC-4Eをベースにした事とした上で、二式飛行艇はゼロから基礎設計を行えたこと・重量管理統制が成功したことが両機の差になったと回想している。

## 技術的特徴
二式飛行艇の技術的特徴を列記する。

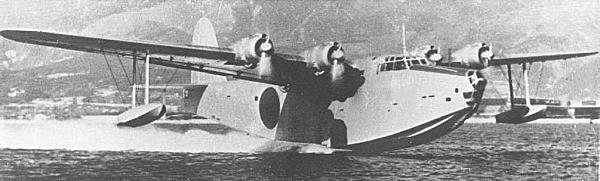
往時の二式飛行艇

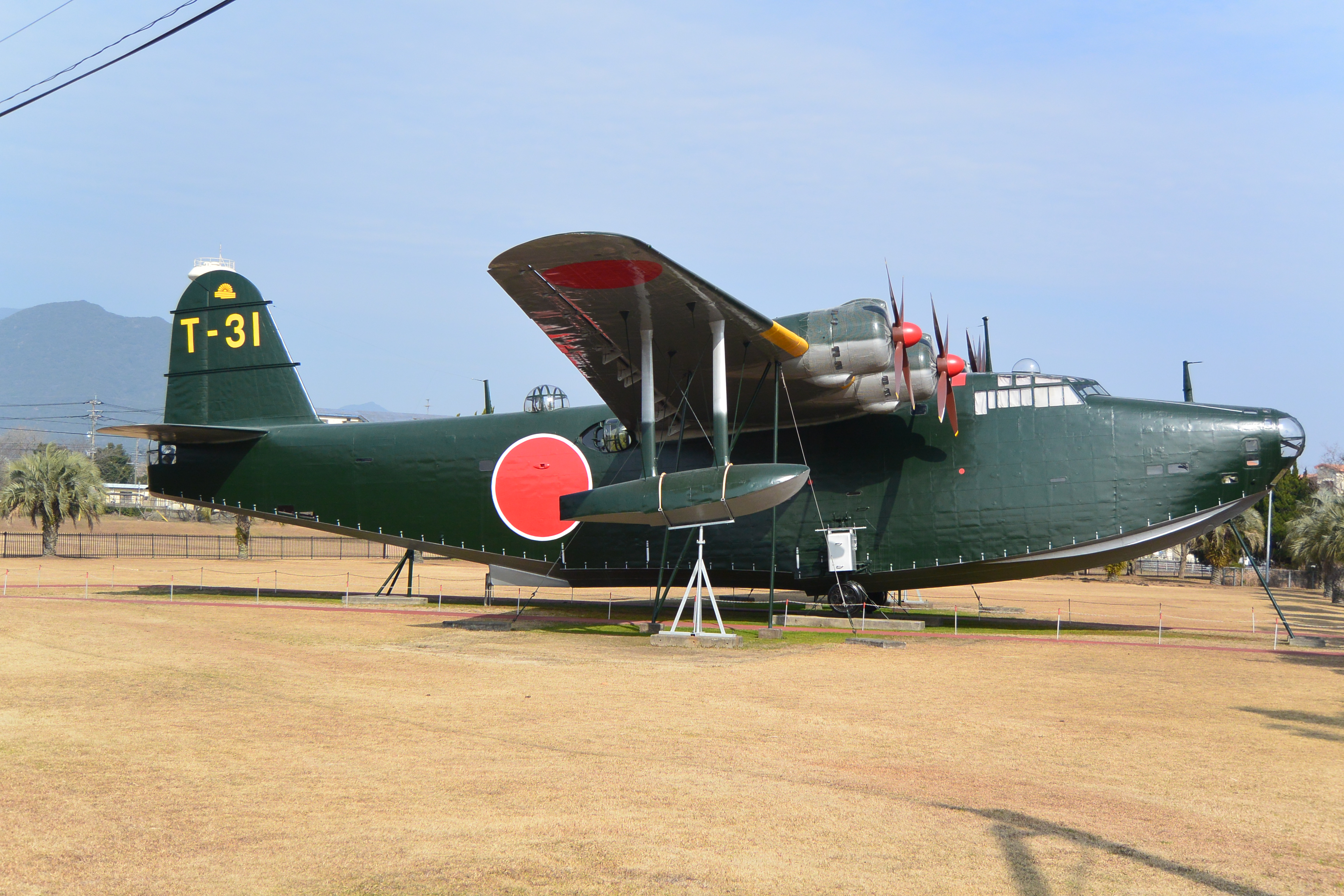
海上自衛隊鹿屋航空基地史料館に展示されている二式飛行艇

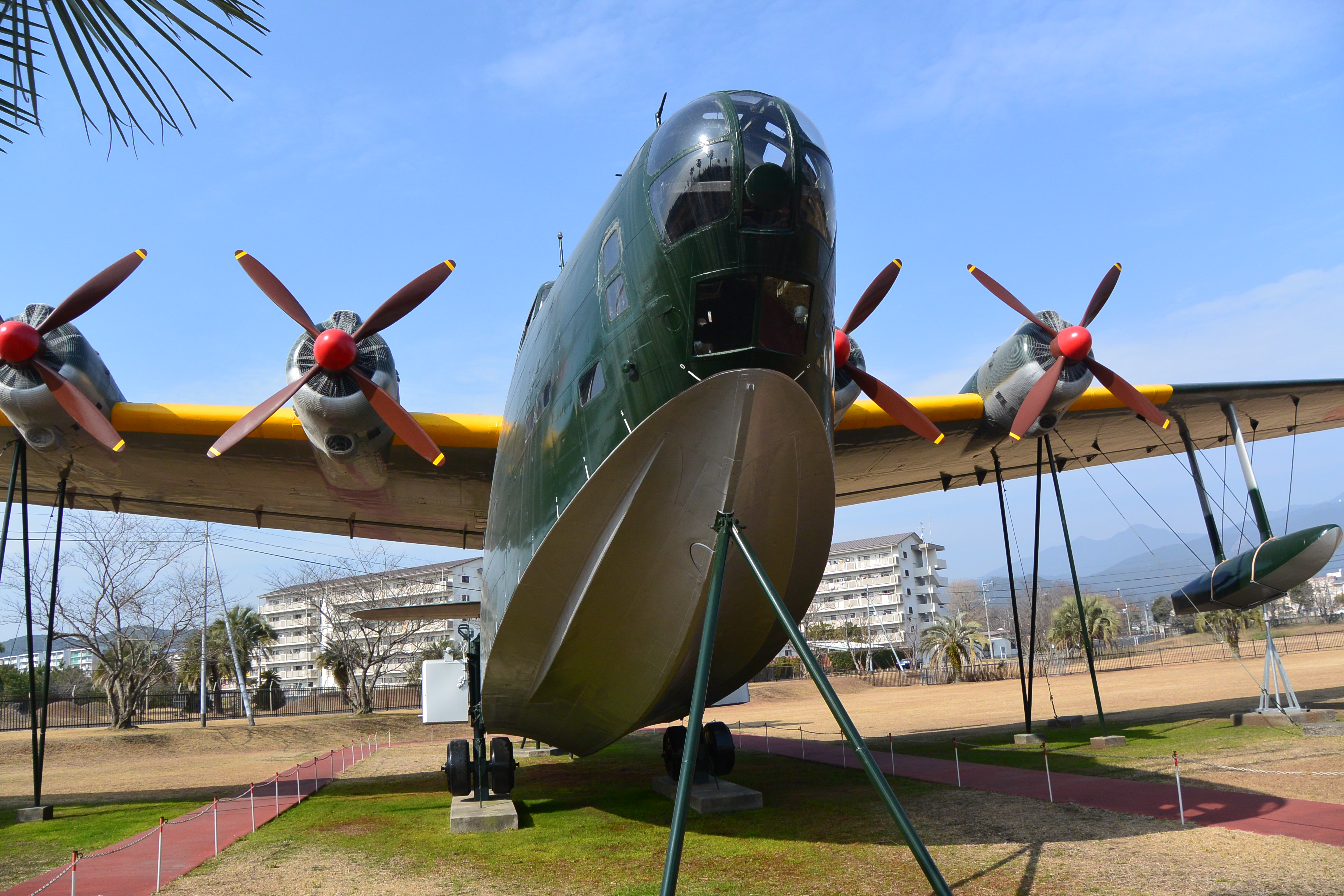
二式飛行艇の前部底面

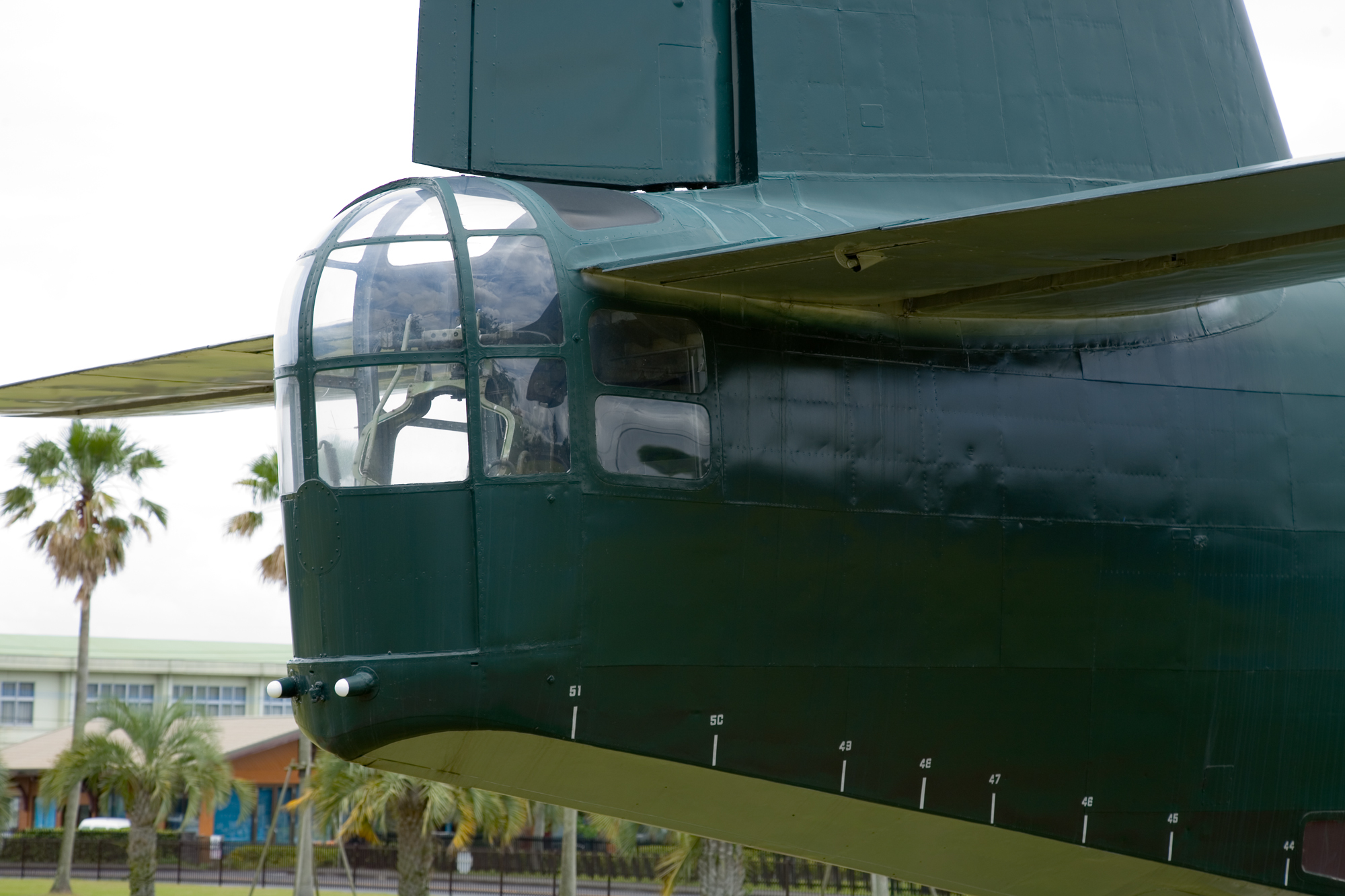
二式飛行艇の尾部銃座（九九式二十粍機銃は撤去されている）

- エンジンには、当時『誉』が出るまで日本で最高出力だった三菱の火星シリーズを用い、適切なプロペラ設計を行った。
- 細長い主翼と狭い胴体。主翼のアスペクト比（主翼全幅を2乗して主翼面積で割った数値、主翼の縦と横の比率・細長さを示す指標）は9に達し航続力と速度の調和を図った。一般の飛行艇の胴体は、着水時の安定性を考慮し幅広に作られていたが、本機では空気抵抗を減らすためスリムになり、九七式飛行艇より約10%幅を抑えた一方で背の高い独特な形状となった。
- 軽量化と強度を両立するため波板構造や零式艦上戦闘機と同じ超々ジュラルミンの採用
- 速度性能（高翼面荷重）と離着水性能を両立させる親子フラップの採用
- 胴体前部下面の波消し装置（通称かつおぶし）の採用
試作機が水上滑走中に高く波飛沫を巻き上げ、プロペラや尾翼を損傷したことから採用され、滑走中に生じる波飛沫を抑えることに成功。
- 胴体内のタンクには、防漏装置と消化装置が装備されており、緊急時には燃料を放出することができた[4]。

このほかの機内設備としては機体前後部や上部の銃座は大型の20 mm機銃に合わせて動力銃座を採用、胴体や主翼の燃料タンク（翼に小型タンク8個、胴体に大型タンク6個の全14個、合計17,080 ℓで最大離陸重量のほぼ29%に達した）には防弾を施し、索敵や哨戒では24時間近い長距離飛行を行うことから便所や仮眠用のベッド、食品を保管する冷蔵庫も設けられ、無線室も胴体前部と後部の2か所備えた。
なお、本機は胴体を細長く設計したことから水上滑走中に機体が跳ね上がるポーポイズ現象が起こりやすく、対策として機首ピトー管に横棒（「カンザシ」と呼ばれた）を取り付け、これと風防に描かれた細い横線を基準にして機体角度を保ったまま操縦することで解決した。ただし、川西で製作した取扱説明書は前線部隊で全く読まれることはなく、事故が続発した。1944年（昭和19年）2月-5月の実験で機体を改造することなく、操縦方法の改善により事故を押さえられることが判明した。防水塗料の粗悪さから水密性は不完全で、事故予防のためにも底に溜まった水をバケツで汲み出す作業は欠かせなかった。戦争終盤になると機体疲労が進み、水漏れの傾向に拍車をかけている。

## 派生機

### 仮称二式飛行艇二二型(H8K3)
一二型（H8K2）の機体に防弾を施し、翼端フロートと後部上方20 mm機銃を引き込み式にして空気抵抗を減らし、飛行性能を向上させることを意図した機体。1943年（昭和18年）2月13日に領収飛行と性能実験を行ったが、重量は2トン増加していながら基本性能は原型機と全く変わらない上、水上性能も低下しており、2機の試作のみで終わった。試作の2機は第八〇一航空隊で実戦任務につき、たびたびB-24リベレーター爆撃機と誤認されたという。1945年（昭和20年）3月に2機とも夜間索敵任務にて未帰還となった。

### 仮称晴空三二型(H8K2-L)
海軍は十三試大艇の開発中から輸送型の改造を計画していた。1942年はじめに海軍から川西に試作指示があり、十三試大艇試作1号機を輸送型H8K1-Lに改造、1943年（昭和18年）11月30日に納入した。仮称晴空三二型（H8K2-L）として、1943年（昭和18年）に11機、1944年（昭和19年）に24機が完成した。1945年（昭和20年）に二式飛行艇二三型（H8K4）を改造した晴空三三型（H8K4-L）も試作されたが、量産されなかった。輸送型の総生産機は36機であった。29名の乗客、または64名の完全武装兵士を輸送することができた。

### 陸上爆撃機型
二式大艇開発後、川西社内では次の機体開発について3案があり、強風を陸上機化した戦闘機開発、新型艦上攻撃機開発案、本機を陸上機化した爆撃機の開発案で、結局戦闘機開発が選択された。
なお、この二式大艇陸上機化案に「海軍でG9Kの記号を与えた」とする説があるようだが、こうしたプランは公式のものではなく、海軍の実用機試製計画にも取り上げられていない。また略符号の基準から見ても、機種変更の場合の末尾に変更後の機種を示す字をあてる形式になっておらず、俗説に過ぎない。実用機試製計画「K-100」が与えられていたのは、護エンジンを18気筒化した「護改」双発の十七試陸上攻撃機だった。

## 活躍

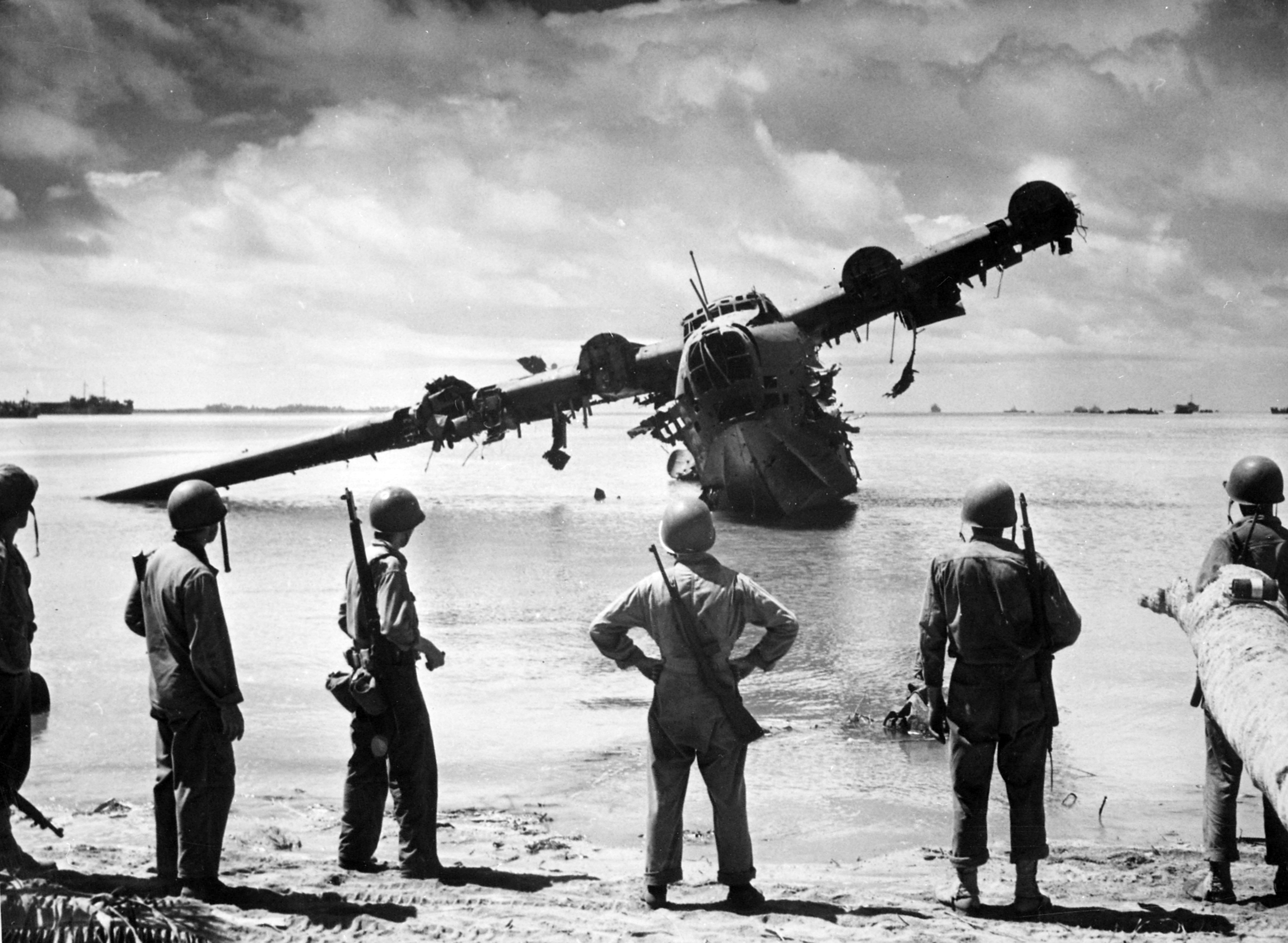
マキン島で破壊された二式飛行艇

大型高速で充分な防御火器を装備した本機は連合国パイロットから「フォーミダブル（恐るべき）」機体と呼ばれた（英国航空評論家ウィリアム・グリーン）。制式採用直後の1942年（昭和17年）3月4日には、大航続力を生かして2機で真珠湾を再空襲した（K作戦）。だが3月7日のミッドウェー島長距離偵察で、K作戦大艇隊指揮官橋爪寿雄大尉機が米軍戦闘機の迎撃で撃墜され、二式大艇最初の戦闘喪失機となった。ミッドウェー作戦では本機が長距離偵察を行う計画であったが、米軍の妨害や天候のため実施されなかった。その後も高速と航続力を生かしてエスピリッツサント島やオーストラリア本土、セイロン島、カルカッタといった長距離の偵察・爆撃に活躍した。ソロモン諸島方面に投入された第八〇二航空隊の本機は、水上機母艦「秋津洲」の支援を受けて活動している。
1943年（昭和18年）11月には、アメリカ軍のP-38ライトニング双発戦闘機3機と40分交戦した玉利義男大尉機が1機を撃退し、自機もエンジン2基停止と230箇所被弾、乗員1名負傷という状態で帰還、その後日本本土に戻された。さらに1944年（昭和19年）以降は日本軍多発機の中にあって、防御が弱かった一式陸攻などに比べると遥かに連合軍にとって危険な相手だった。B-25ミッチェルやB-17といったアメリカ軍の大型陸上機を積極的に追撃して撃墜した記録もある。その攻撃力から「空の戦艦」などとも呼ばれた。
このように頑丈な本機であったが、1945年に入ると太平洋戦線においては連合国軍に対して戦況が悪化して制空権が奪われ、敵戦闘機の攻撃が増えると足の遅さに加え重防御も耐え切れず、消耗していった。機体を短時間で退避、隠蔽させることも難しく、基地や水上に置かれたまま連合国軍機の空襲で破壊されたものもあった。さらに川西航空機の生産力が局地戦闘機紫電改に集中したこともあって1943年末の時点で生産数が低下、1944年は二式大艇一二型33機・輸送型「晴空」24機、1945年はわずか2機の生産であった。製造に大量の資材を使い、航空燃料の消費も多かったことも、生産打ち切りの一因とされる。
また1945年3月の第二次丹作戦（銀河による長距離特攻作戦）に代表される長距離の索敵・誘導任務、トラックやラバウルといった孤立した基地への強行輸送・搭乗員救出などを行ったこともあって、成果を挙げると同時に損害も出している。補充も望めない中、第五航空艦隊（宇垣纏司令長官）所属の二式大艇はレーダーを搭載して夜間索敵に活躍したが、アメリカ軍やイギリス軍らの夜間戦闘機・哨戒機の迎撃により少なからず被害を出している。
例えば前述の丹作戦・梓隊で特攻機を誘導した二式大艇3機のうち、生田中尉機は生還、杉田中尉機はPB4Y-2プライヴァティア哨戒機（B-24の発展系哨戒機型）に撃墜され、長峯飛曹長機はメレヨン島に不時着して水没処理され搭乗員は潜水艦で帰投した。五航艦の二式大艇隊は、2月10日から終戦まで27機・約250名を失った。終戦時に完全な状態で残っていたのは二式大艇5機、晴空6機のわずか11機であり、うち8機は終戦から数日で処分、もしくは移動中の事故で失われたため、進駐してきた連合国軍から機体の引き渡しが通達されたときは詫間基地に残された3機を残すのみとなっていた。
また、海軍甲事件で戦死した山本五十六のあとを継いで連合艦隊司令長官となった古賀峯一海軍大将が移動中に遭難し殉職した時には二式飛行艇の輸送機型「晴空」に乗っていた（海軍乙事件）。古賀長官の1番機は燃料7割、福留繁連合艦隊参謀長の2番機は燃料8割の時点で空襲警報があったため離陸、熱帯低気圧に遭遇して墜落したのである。なお、空襲警報は誤報であった。通信科・暗号・気象関係員が搭乗した3番機は無事に到着した。
当時の二式大艇乗員による戦記『炎の翼 二式大艇に生きる』には、南東方面において偵察機の編隊と連携して交通破壊作戦や夜間索敵、さらには病院船への注水爆撃など、多面的な任務に携わったとの記述がある。とくにベンガル湾方面での作戦に従事し、夜間索敵と交通破壊によって敵輸送を阻止した事例が示されている。

## 諸元

三面図（二二型）

| 正式名称     | 二式飛行艇一二型                                                   |
| 略符号       | H8K2                                                               |
| 全幅         | 38.00 m                                                            |
| 全長         | 28.13 m                                                            |
| 全高         | 9.15 m                                                             |
| 翼面積       | 160 m²                                                             |
| 自重         | 18,400 kg                                                          |
| 正規全備重量 | 24,500 kg                                                          |
| 最大重量     | 32,500 kg                                                          |
| 発動機       | 三菱火星二二型（離昇1,850馬力）                                    |
| 最高速度     | 465 km/h=M0.38（高度5,000 m） 一一型433 km/h 一二型470 km/h        |
| 航続距離     | 7,153 km（偵察過荷） 一二型8,223 km（同）                          |
| 武装         | 20mm旋回銃5門、7.7 mm旋回銃4門(3門は予備)                          |
| 爆装         | 爆弾最大2t（60 kg×16または250 kg×8または800 kg×2) または航空魚雷×2 |
| 乗員         | 10 - 13名                                                          |

## 現存する機体

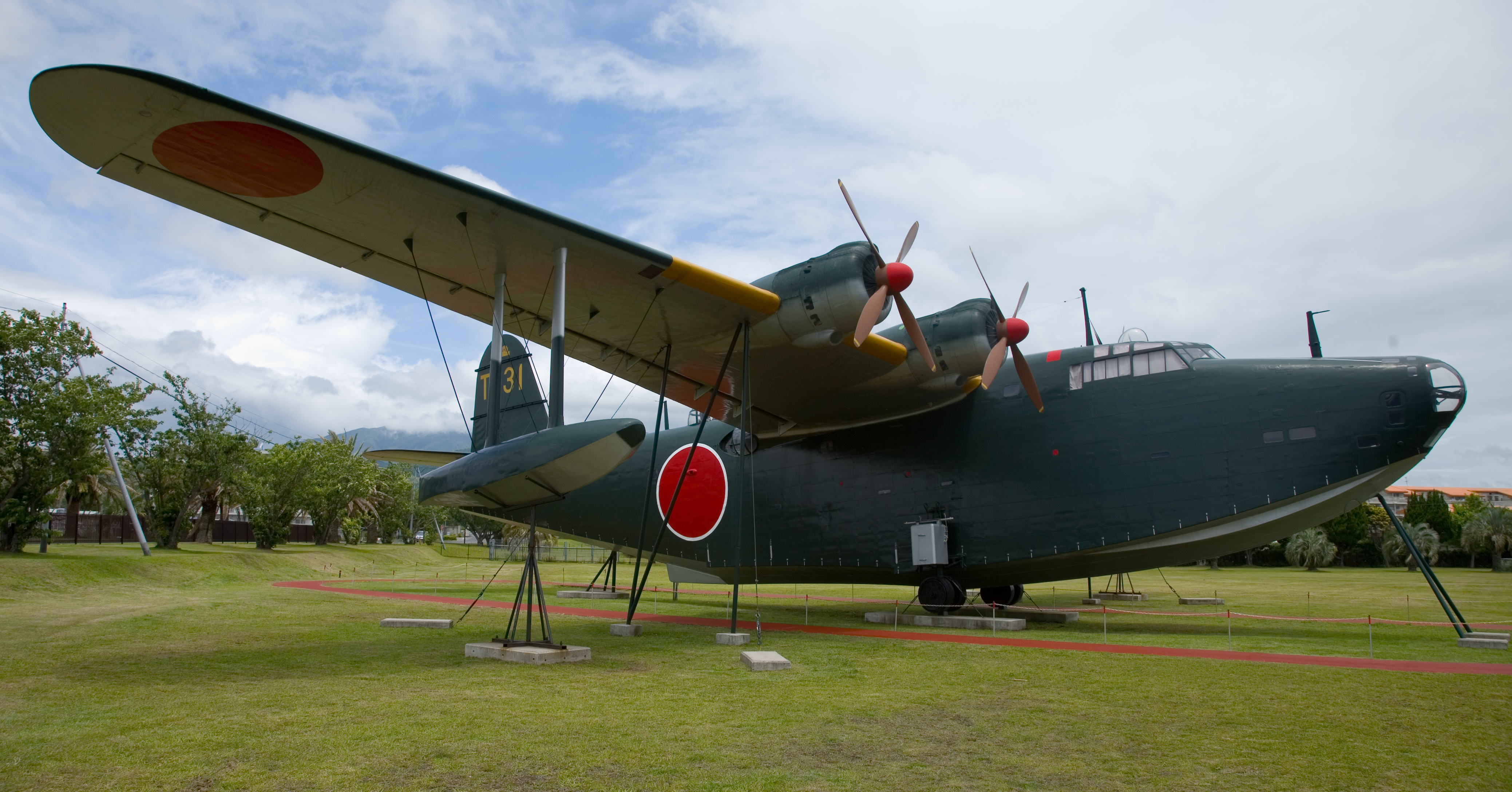
展示される二式飛行艇：鹿屋航空基地史料館

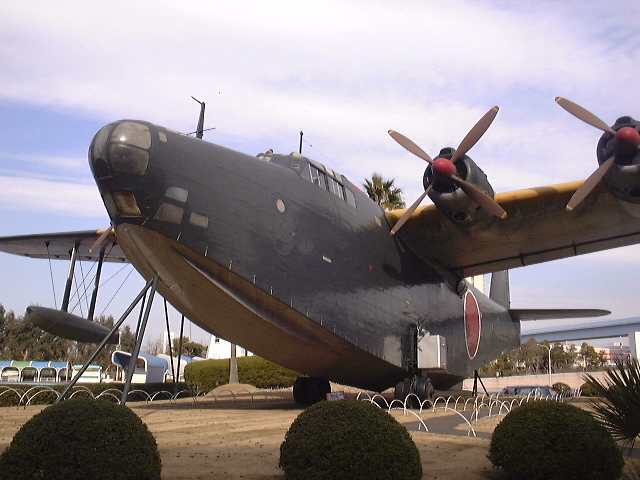
展示される二式飛行艇：船の科学館（当時）

終戦後、二式大艇の可動機は4機のみだったが、1機は詫間基地への移動中に不時着して島根県中海に海没処理された。そのため8月22日の時点で詫間基地に残されていたのは3機であった。その後、進駐してきたアメリカは二式大艇に興味を示し、性能をテストすべく9月に詫間基地に残存する二式大艇を、飛行可能な状態となるまで整備するよう命令した。残存する二式大艇は放置されていたため飛行不能状態となっていた。そこで最も良好な1機をベースに2機から足りないパーツを補う形で修復が進められた。3機の内、最も状態の良かった第426号機（表記、1943年（昭和18年）3月製造第26号機/推察）「詫間31号機」をベースに修復が開始され、同年10月末に完了した。11月上旬に機体にアメリカ軍マークを塗ることと、11月11日に詫間基地から横浜まで空輸すること、操縦士を決めることがつたえられた。操縦士は詫間海軍航空隊隊長日辻常雄に任された。11月10日に二式大艇の先導のため、 PBYが詫間基地に飛来した。11日にカタリナを先導に二式大艇は詫間基地を離れ、約2時間で横浜に到着した。着水時は波が荒れている中、日辻常雄少佐は華麗に着水してみせた。二式大艇はアメリカ軍に引き渡され、12月にノーフォーク海軍基地に到着し、基地到着後はメンテナンスを行い、翌年1946年5月23日に飛行テストを行った。この飛行が二式大艇最後の飛行となった。性能テストでは圧倒的な高性能を発揮してアメリカ側を驚かせている。
指揮官兼操縦者の日辻常雄少佐は本機を受け取りにきたアメリカ軍クルーのPBY カタリナを操縦し、二式大艇に比べ離水は簡単だが飛行性能は圧倒的に劣り、アメリカ軍指揮官も「飛行艇技術では日本が世界に勝利した」と賞賛した。その一方で着水した二式大艇に新聞記者が殺到した際、日辻は気化ガソリンのため艇内禁煙であることを説明しなければならず、性能が劣るとはいえガソリン漏れの心配がないPBYとの差を実感している。アメリカ軍もPB2Y コロネド飛行艇（二式大艇と同規模）と比較して二式大艇の方がはるかに優秀としつつ、ポーポイズ現象と機体強度に問題があると指摘したが、これは両国・両機の設計思想の違いによるものであった。
同年1946年8月に水上滑走を実施し、翌年1947年に再度、飛行テストを実施しようとしたがエンジン故障により中止、再度飛行できるように修復されることはなかった。そのため他の鹵獲機同様、スクラップにされる予定だったが、関係者の反対によりノーフォーク海軍基地の倉庫に主翼が取り外され、保護樹脂のコクーンを機体全体に掛けられて厳重に保管されていた。1959年（昭和34年）、菊原技師は海軍基地の二式大艇を見学して返還交渉を行ったが、日本への輸送手段が見つからず、3年後に米海軍は合衆国内で永久保存の方針を伝えた。その後、斎藤茂太らが中心となって返還運動を起こす中、1978年（昭和53年）6月にアメリカ海軍の経費削減で保管終了が決定、「日本で引き取る」もしくは「スクラップ」を日本側で選択することになった。その結果船の科学館にて引き取りを表明、1979年（昭和54年）11月13日に日本に到着する。整備を経て1980年（昭和55年）7月から東京の「船の科学館」に長らく野外展示されていた。2004年（平成16年）4月末からは鹿児島県鹿屋市にある海上自衛隊鹿屋航空基地史料館に保管（野外展示）されている。
サイパン島近場の海中には二式大艇の残骸があり、その場所はダイビングスポットになっている。また、ミクロネシア連邦・チューク州（旧島名：トラック諸島）の海底にも同じように二式大艇があり、こちらもダイビングスポットとして間近で見る事ができる。

## 設計主務者について
設計主務者である菊原静男技師は、その後海軍局地戦闘機「紫電」「紫電改」の設計を担当。終戦後、川西航空機の後身である新明和工業で、再度国産飛行艇PS-1の制作に携わった。

## 登場作品

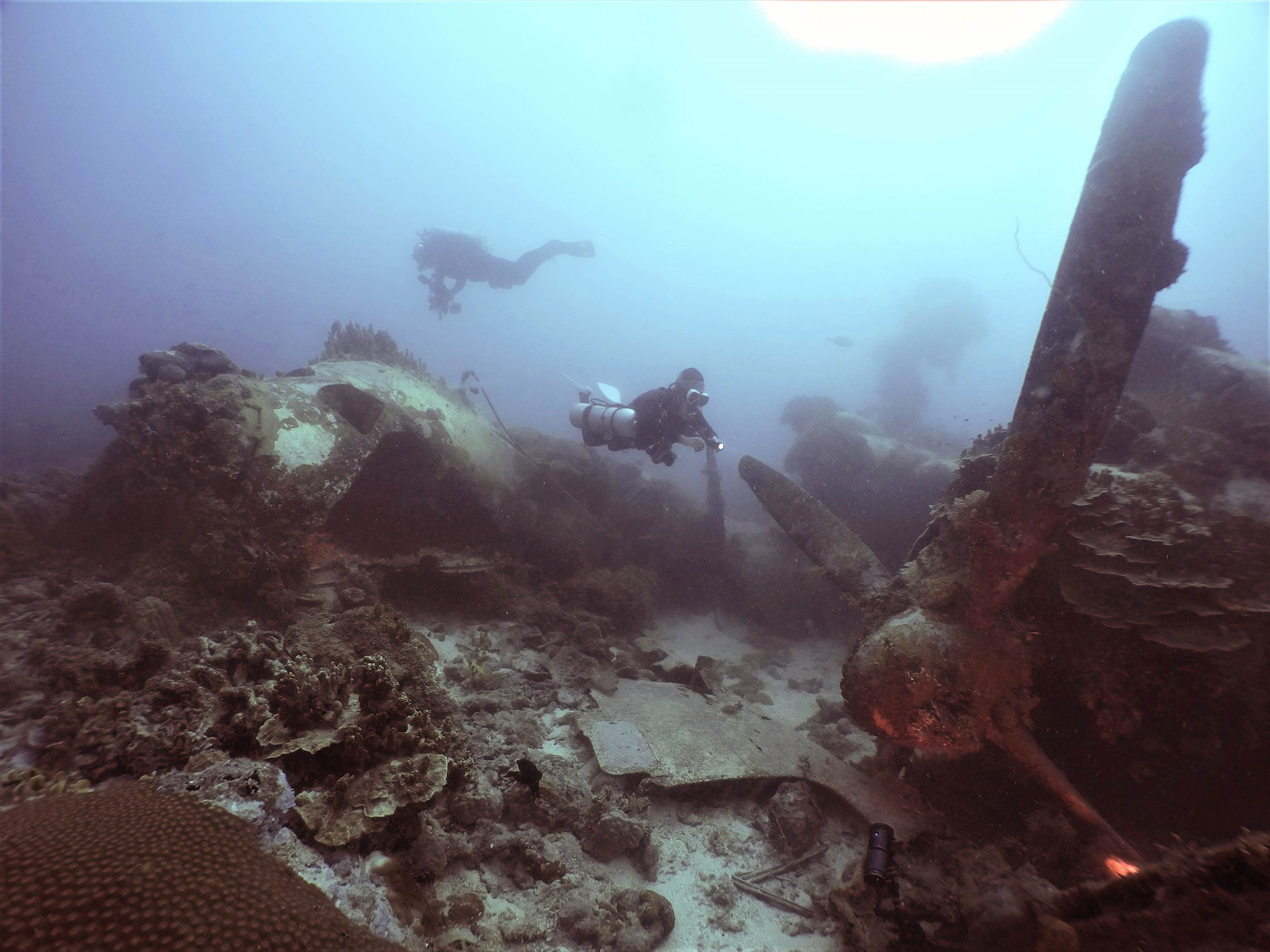
トラック諸島に沈む、二式大艇

### 漫画・アニメ
『ジパング』
漫画版に日本海軍機が登場。
『ストライクウィッチーズ2』
扶桑皇国海軍の飛行艇として登場。第1話と第2話にて坂本美緒少佐と宮藤芳佳曹長が欧州へ向かう際に使用した。また、ストライカーユニットの積載と空中発進が可能となっている。
『戦場まんがシリーズ』
シリーズの一編「大艇再び還らず」にて登場する。B-17 フライングフォートレスとの一騎討ちシーンがある。
『逮捕しちゃうぞ』
1994年のOVA第1話で当時船の科学館で展示されていた物がカーチェイスの目的地として登場（ヒントとしてH8KやEmilyの発言もある）。
『翡翠峡奇譚』
秘密兵器、日本海軍の試作飛行艇として登場。ただし、舞台が1935年なので時代考証的には間違い。

### ゲーム
『Battlestations: Pacific』
プレイヤーが使用可能な日本軍兵器として飛行場または一部の造船所から出撃可能。2発の250kg爆弾か4発の爆雷、または4発の魚雷を搭載できる。
『War Thunder』
プレイヤーの操縦機体として、一二型・二二型が登場する。
『艦隊これくしょん -艦これ-』
「二式大艇」の名称で登場。艦娘には「秋津洲」「神威」「日進」の3隻以外には装備不可となっており、装備するとスロットの配備機数に関わらず、一機しか搭載できない特殊な仕様をしている。戦闘行動半径は全航空機装備中最高で、基地航空隊に配備すると所属航空隊の戦闘行動半径を延伸できる。

## 関連文献
- 城山三郎　『零からの栄光』
- 丸メカニック
  - No.19『二式飛行艇』
  - No.24『二式大艇426』
  - 別冊『決定版　二式大艇』
- 世界の傑作機No.49 『2式飛行艇』
- 歴史群像シリーズ　『2式大艇と飛行艇』
- 北出大太『奇蹟の飛行艇―大空に生きた勇者の記録 』
- 南堀 英二『テストパイロット―一等飛行機操縦士森川勲の生涯』
- 吉村昭「海軍乙事件」（『海軍乙事件』に収録）